# Malek Alloula
Malek Alloula (en arabe : مالك علولة), né le 13 novembre 1937 à Oran et mort le 17 février 2015 à Berlin, est un écrivain franco-algérien de langue française qui a poursuivi des activités éditoriales à Paris à partir de 1967

## Biographie
Malek Alloula, né le 13 novembre 1937 à Oran. En décembre 1953, son père, gendarme auxiliaire à cheval, prend sa retraite après 27 ans de service. Il quitte le village de l’Oranie où il écoula 11 ans de sa dernière affectation et entraîne sa famille à Oran. La famille Alloula s’installe dans la grande ville de l’Ouest en juillet 1954 dans un deux-pièces. La pension de retraite du père ne suffisant pas, il fallait un travail pour compléter les revenus de la famille. Le père finit par trouver « quelque chose ». Il avait, en fait, loué une échoppe dans une rue populaire de la ville pour installer une officine d’écrivain public. L’année scolaire 1955-56, le jeune Malek entame sa terminale philo dans un lycée d’Oran. Mais en mai 1956, il répond à l’appel à la grève de l’Ugema.
Il est renvoyé du lycée. Malek Alloula commence à donner un coup de main à son père. Ce dernier acquiert une aura de sérieux et d’efficacité renforcée par l’acquisition d’une machine à écrire. Petit à petit, le jeune Malek, en apprenant de son père, devient lui-même l’écrivain public titulaire en quelque sorte. Le père abandonne à son fils l’échoppe. Rodé a « l’art poétique » des procès-verbaux, le père impose à son fils un du style dépouillé et expéditif. « Les phrases courtes et tricéphales (sujet, verbe, complément) devaient articuler une pensée toute tendue vers l’obtention de casier judiciaire ou d’acte de mariage, enfin de toute pièce officielle revêtue de quelque sceau et d’un paraphe ».
Il sera ensuite journaliste en Algérie jusqu’à son départ en France en 1967, et se fera remarquer durant cette période par une prise de position, dans la revue Souffles, contre la fonctionnarisation de la poésie dans l’Algérie indépendante (1966) ou encore par son soutien à l’écrivain et dramaturge Mouloud Mammeri, notamment lors de la création du Foëhn en français au Théâtre national algérien (1967). Malek Alloula fera des études de lettres modernes à la faculté d’Alger, puis partira  à Paris, à la Sorbonne, où il a fera sa thèse sur Denis Diderot et le XVIIIe siècle. Il vivait et travaillait à Paris où il s’était installé définitivement en 1967. Il est l’auteur de plusieurs recueils de poésies. « Il est une figure discrète et essentielle de littérature algérienne », peut-on lire sur la page consacrée au poète, sur le site de son éditeur algérien Barzakh, qui a réédité l'intégralité de l'oeuvre de ce poète oranais.
La poésie d’Alloula, publiée à Paris et au Maghreb, se caractérise par une écriture élégante, riche en métaphores et symboles. Celles-ci ont pour thèmes la ville, la nature, les femmes dont il sera un déconstructeur de l’univers mental de l’exotisme colonial comme l’a montré son travail sur les photos coloniales de femmes algériennes,,.
Écrivain, critique littéraire, poète, Malek Alloula préside l’association qui contribue à faire connaître l’œuvre de son frère assassiné en 1994, le dramaturge Abdelkader Alloula. Il épouse la femme de lettres Assia Djebar en 1980, puis de 1999 jusqu'à son décès, il vit avec la styliste belge Véronique Lejeune. Parmi ses livres, on citera ‘‘Villes’’ (poèmes, 1069), ‘‘Villes et autres lieux’’ (poèmes, 1979), ‘‘Le Harem colonial, images d'un sous-érotisme’’ (essai illustré de photographies, 2001), ‘‘Rêveurs/Sépultures suivi de L'Exercice des sens’’ (poèmes, 1982), ‘‘Mesures du vent’’ (poèmes, 1984), ‘‘Les Festins de l'exil’’ (essai, 2003) et ‘‘L'Accès au corps’’ (poèmes, 2003).
Malek Alloula décède le 17 février 2015 à Berlin où il était l'hôte de la DAAD (Berliner-Kuenstlerprogramm.de),. En 2015, parait le recueil posthume aux éditions Rhubarbe et Barzakh, "Dans tout ce blanc " qui réunit ses derniers poèmes écrits à Berlin en 2011 et 2014.

## Œuvre

### Poésie
- Villes (poèmes), couverture de Khadda, Souffles, Rabat, 1969.
- Villes et autres lieux (poèmes), Christian Bourgois éditeur, Paris, 1979  (ISBN 2267001675);  Alger, Barzakh, 2008
- Rêveurs/Sépultures suivi de L'Exercice des sens (poèmes), Sindbad éditeur, Paris, 1982  (ISBN 2727400721) ; Alger, Barzakh, 2008  (ISBN 2727400721).Malek Alloula vers 1992

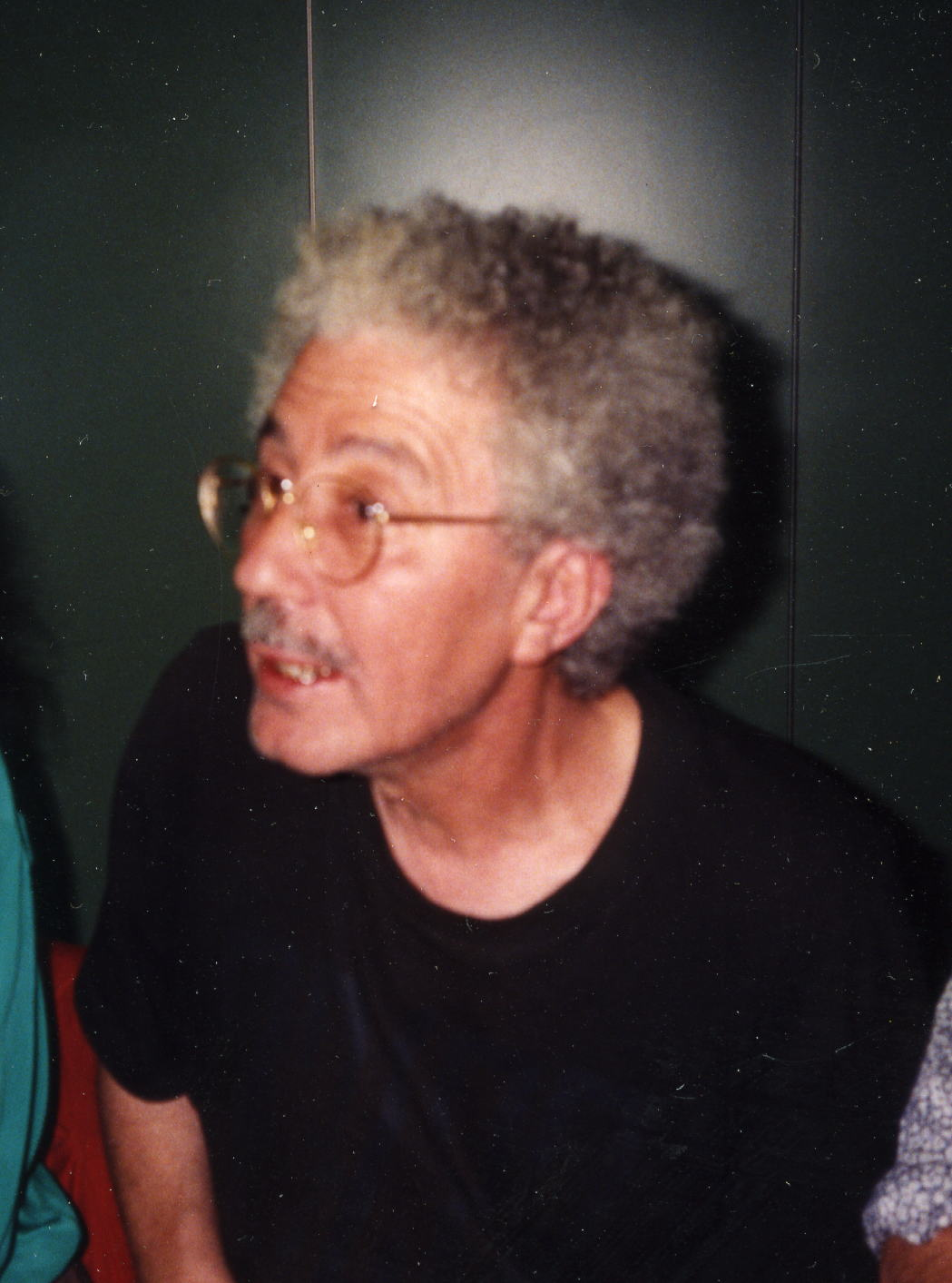
Malek Alloula vers 1992

- Mesures du vent (poèmes), Sindbad éditeur, Paris, 1984  (ISBN 2727400926) ; Alger, Barzakh, 2008.
- L'Accès au corps (poèmes), Éditions Horlieu, Lyon, 2003  (ISBN 2848400633) et 2005  (ISBN 2915048053).
- Approchant du seuil ils dirent, Éditions Al Manar, Neuilly, DL 2009  (ISBN 978-2-913896-71-0)[12]
- Dans tout ce blanc - écrits de Berlin (poèmes), coédition Rhubarbe/barzakh (pour l'Algérie), 2015[13].

### Prose
- Causses et Vallées (lettres du Méjean suivi de Pluies sur Ispagnac), Les presses du Languedoc, 1994.
- Mes enfances exotiques, in Une enfance algérienne, Gallimard, Paris, 1997.
- Les festins de l'exil, Paris, Françoise Truffaut, 2005.
- Le Cri de Tarzan, la nuit, dans un village oranais, Barzakh, Alger, 2008.
- Triages Absence et mutilation, Tarabuste(supplément), 2017  (textes inédits et témoignages de Salim Jay, Yamna Chadli Abdelkader, Ghislain Ripault, Denise Brahimi, Éric Sarner,Fabienne Pavia, Marie Étienne, Linda Lê, Véronique Lejeune).
- Dis tu Revue Apulée No 2 p. 375.
- Paysages d’un retour (photoroman), photographies de Pierre Clauss, Actes Sud, Arles, 2010.
- L'écriveur (récit), Rhubarbe, Auxerre, 2019[14].

### Essais/livres illustrés
- L'infini du portrait, Quelques notes sur le travail photographique d'Arnaud Maggs, 1984.
- Le Harem colonial, images d'un sous-érotisme (essai illustré de photographies), Slatkine éditeur, Genève/Paris, 1981 ; Séguier, Paris, 2004  (ISBN 284049244X).
- Alger photographiée au XIXe siècle (Malek Alloula, Khemir Mounira et Elias Sanbat), Marval éditeur, Paris, 2001  (ISBN 2862343293).
- Belles Algériennes de Geiser, costumes, parures et bijoux (L'Autre Regard par Malek Alloula, commentaires de Leyla Belkaid), Marval, Paris, 2001  (ISBN 978-2-37475-031-6).
- Les Festins de l'exil (essai), Éditions Françoise Truffaut, Paris, 2003  (ISBN 2951661428).
- Lent mouvement vers la lumière. La peinture de Benanteur, Institut du monde arabe, Paris, 2003
- Les miroirs voilés. De Delacroix à Renoir, Institut du monde arabe, Paris, 2003.
- Alger 1951, Un pays dans l'attente, photographies d'Étienne Sved, textes de Malek Alloula, Maïssa Bey, Benjamin Stora, Manosque, Le Bec en l'air et Alger, Barzakh, 2005  (ISBN 2916073000).
- L'espace grand ouvert de Dalloul, Centre culturel Jacques Brel, Thionville, 2006.
- Algérie Indépendance, photographies de Marc Riboud, Manosque, Le Bec en l'Air, 2009.
- Alger sous le ciel, photographies de Kays Djilali, Alger, Barzakh/Manosque, Le Bec en l'Air, 2013.

## Anthologies
- Une anthologie des poésies arabes, images de Rachid Koraïchi, (poèmes choisis par Farouk Mardam-Bey  et Waciny Laredj, calligraphies d'Abdallah Akkar et Ghani Alani), Paris, Éditions Thierry Magnier, 2014 [poème: Déjà assises dans vos songeries]  (ISBN 978-2-36474-536-0)

## Filmographie
- 1983 : La Zerda ou les chants de l'oubli de Assia Djebar (coscénariste)

## Sur Malek Alloula
- Yamna Chadli Abdelkader,  La langue fantôme, ambivalence d’une présence familière dans l’écriture. Présentation et entretien du poète Malek Alloula », in Présence francophone, Revue internationale de langue et littérature, 82, Écrire en langue seconde, Worcester MA, College of Holy Cross, 2014, p. 22-39.
- Yamna Chadli Abdelkader, À la source de l’écriture, les lieux du souvenir dans les nouvelles de Malek Alloula, in L’Environnement francophone en milieu plurilingue, Musanji Ngalasso-Mwatha (dir.), Pessac, Presses Universitaires de Bordeaux, 2012, p. 495-514.
- Yamna Chadli Abdelkader, Poétiques de la rive : la forme en jeu. La poésie de langue française issue du Maghreb (95-2005), Thèse de Doctorat sous la direction de Musanji Ngalasso-Mwatha, Pessac, Université Bordeaux Montaigne, juillet 2014.
- Jean Déjeux, Bibliographie méthodique et critique de la littérature algérienne de langue française 1945-1977, SNED, Alger, 1979.
- Jean Déjeux, Dictionnaire des auteurs maghrébins de langue française, Paris, Éditions Karthala, 1984  (ISBN 2-86537-085-2).
- Éric Sarner, Solitude des mots, Tombeau de Malek Alloula, précédé de L'épaisseur du vide, Éditions Tarabuste, 2017